# Esther Niamke-Moisan
Esther Niamke-Moisan est une joueuse française de basket-ball née le 17 juillet 1993 à M'Pody (Côte d'Ivoire).

## Biographie
Capitaine de l'équipe, elle amène l'équipe des cadettes de Mondeville au titre de championnes de France 2010. En parallèle, elle a joué une quinzaine de minutes sur 22 matches de saison régulière de LFB. 
Prise sous son aile par l'américaine Temeka Johnson, elle progresse malgré la difficulté à cumuler entraînements et études. Bien qu'avec un temps de jeu réduit, elle est nommée MVP espoir du championnat LFB 2011. 
Elle décide de s'engager avec les Cardinals de Louisville en NCAA, mais n'ayant pas eu une réussite académique suffisante, elle doit passer une saison à Lindsey Wilson College à Columbia dans le Kentucky dans le championnat NAIA. Elle est honorée du titre de meilleure freshman de la Mid-South Conference en débitant 27 des 31 rencontres pour 12,8 points, 3,1 passes décisives et 1,8 interception.
À Louisville, elle n'a qu'un faible temps de jeu étant en concurrence avec les sœurs Jude et Shoni Schimmel avec 1,2 point, 1,1 passe décisive et 0,7 rebond en 8 minutes par rencontre. 
Durant l'été 2014, elle signe son retour en France avec Lyon après trois années passées aux États-Unis. Après une première saison réussie sur le plan personnel (7,4 points par rencontre), elle prolonge d'une saison supplémentaire son séjour à Lyon.

## Équipe nationale
Après ses performances en cadettes avec Mondeville, elle enchaîne avec l'équipe de France pour le mondial cadettes, où l'équipe de France est battue en finale (25 minutes, 3 points à 1/8, 2 passes) par les Américaines, après une demi-finale victorieuse (9 points, 6 rebonds). Malgré une finale ratée face aux Belges, elle est élue dans le meilleur cinq du tournoi U18 de 2011. En août 2011, elle décroche l'argent avec les U18. 

## Palmarès

### International
- Médaillée d’argent au Mondial Cadettes en 2010[14]
- Médaillée d'argent à l'Euro Juniors en 2009[15]
- Médaillée de bronze à l’Euro Cadettes en 2008 et 2009[15]
- 2011 :  Médaille d'argent du Championnat d'Europe des 18 ans et moins[13]
- Médaille d'or au Festival olympique de la jeunesse européenne 2009[16]

### En club
- Championne de France minimes 2007[17]
- Championne de France cadettes en 2010[15]

## Distinctions individuelles
- MVP espoir de la saison 2010-2011 en Ligue féminine de basket[15]
- Freshman of the year de la Mid-South Conference (2012[6])